# Controversia entre Chile y Perú sobre el triángulo terrestre

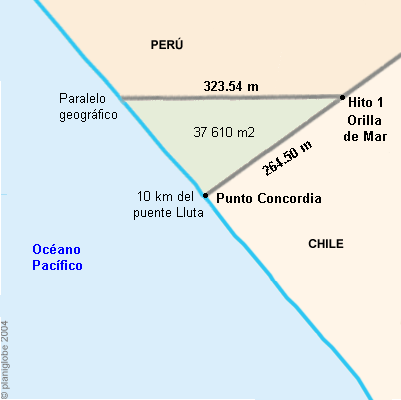
Mapa del denominado «triángulo terrestre», objeto de la controversia, formado por:
(a) el paralelo geográfico que pasa por el «Hito n.º 1»
(b) la línea de baja marea en el océano Pacífico
(c) el arco desde un punto ubicado en la costa llamado «Concordia» hasta el Hito n.º 1

La controversia sobre el triángulo terrestre entre Chile y Perú es la denominación de un diferendo planteado entre la República del Perú y la República de Chile sobre la soberanía de un área terrestre —de una superficie de 37 610 m² —3,7 ha— que ha sido llamada «triángulo terrestre», situada en el sector en donde sus soberanías territoriales respectivas contactan con la ribera del océano Pacífico. Ambos países afirman que la frontera terrestre binacional ya está definida, pero difieren en su trazado en ese sector, ya que tanto Chile como Perú entienden que les fue atribuido.
Chile sostiene que el límite terrestre se inicia en la intersección del paralelo que cruza el «Hito n.º 1» con la línea de baja marea, situado 323 metros hacia el oeste de aquel, y que corresponde al punto de inicio de la frontera marítima binacional, pues según el fallo de la Corte de La Haya sobre la delimitación marítima entre Chile y Perú del 27 de enero de 2014, el punto más oriental del límite oceánico se encuentra ubicado en donde el paralelo que cruza el citado hito llega a la línea de bajamar, cuyas coordenadas son 18°21′00″S 70°22′49″O / -18.35000, -70.38028. Es decir, que el punto de inicio del límite marítimo entre ambos países, en la zona costera, decidido por la Corte Internacional de Justicia, sería también el punto de comienzo de la frontera terrestre binacional.
Perú sostiene, en cambio, que la frontera terrestre entre ambos países comienza donde la línea de la Concordia intercepta el borde costero en baja marea, en el llamado «Punto Concordia» —o «Punto 266» según la ley peruana de líneas de base—, ubicado 182,3 metros hacia el sur del límite que considera Chile, es decir, siguiendo el arco que demarca la frontera curvilínea unos 264 metros más allá del Hito n.º 1. Siempre según el Perú, el inicio de la frontera terrestre en el «Punto Concordia» se encuentra localizado en las coordenadas 18°21′08″S 70°22′39″O / -18.35222, -70.37750, en el punto de la baja marea, justo en el límite entre las franjas litorales de resaca y borde de oleaje —o swash zoney surf zone—, situadas hacia el continente, y la franja litoral de olas rompientes —o shore breaker zone—, hacia mar adentro,  configurándose así una «costa seca». 
Que según el párrafo 175 del fallo de la Corte de La Haya de 2014, expresa que puede ser posible que el inicio de la frontera marítima no coincida con el inicio de la frontera terrestre y además el mismo párrafo 175 indica que es el "Punto Concordia, donde empieza la frontera terrestre entre las Partes". La ubicación del punto de inicio de la frontera terrestre, estaría determinado por el Tratado de Lima de 1929, que expresa que éste se inicia en un punto que llamado «Concordia», distante diez kilómetros al norte del puente del río Lluta. Además por otro lado no existe ni en el Tratado de 1929 ni en los documentos de 1930, que se indique que la frontera terrestre desde el Hito 1 hacia el inicio de la frontera marítima sigue la línea de un paralelo geográfico. 
La discusión pública sobre este tema se situó en el marco de la controversia de delimitación marítima sostenida entre el Perú y Chile, y se reactivó, en enero de 2014, como consecuencia de la sentencia de la Corte Internacional de Justicia que resolvió tal controversia, definiendo la frontera marítima binacional y el punto de inicio de ésta, y las lecturas que las autoridades de ambos países hicieron sobre la misma, en cuanto influye en este diferendo terrestre.

## Situación del área en controversia
El «Hito 1», punto «Concordia» para Chile, se encuentra localizado en las coordenadas: 18°21′03″S 70°22′56″O / -18.35083, -70.38222.
El punto «Concordia» según Perú se encuentra localizado en las coordenadas: 18°21′08″S 70°22′39″O / -18.35222, -70.37750 según la ley peruana de líneas de base.
Para Chile el área se sitúa al norte de la ciudad de Arica, en la comuna homónima, de la provincia también homónima, localizada en el extremo noroeste de la Región de Arica y Parinacota.
Para el Perú en cambio, se encuentra al sur de la ciudad de Tacna (inmediatamente al sur de la localidad de Santa Rosa), capital de la provincia homónima y del departamento homónimo. 
Los beneficios que otorgaba al definitivo poseedor de dicho triángulo revestían cierta importancia cuando aún no estaba definido el límite marítimo, pues si este se apoyaba en un paralelo o en una equidistante, el depender desde cuál de los dos puntos partía comprometería una superficie de mar territorial y patrimonial significante. 

### Acceso y ejercicio de la soberanía
El acceso desde territorio chileno solo es posible hacerlo mediante vehículos con tracción en las cuatro ruedas y en compañía de personal de Carabineros de Chile.
Desde Arica se circula hacia el norte, hasta un desvío sin pavimentar que parte hacia la izquierda, el cual está marcado por un montículo de piedras. Transitando por el mismo se recorre una zona desértica, que luego de 1 kilómetro paso sobre las vías férreas del tren que une Arica con Tacna. A 1 km de esta zona se encuentra el aeropuerto Internacional Chacalluta, y hacia el oeste se sitúa el faro Limar, perteneciente a la Armada de Chile, al igual que el Faro “Enfilación Concordia”, el cual marca a las embarcaciones la ubicación del paralelo del límite marítimo. Siguiendo por el camino, se supera mediante un puente el desnivel de unos 2 metros que representa la quebrada de Escritos, la cual vuelca sus aguas en el océano Pacífico al sur del “Punto Concordia”. A unos 8 km más al sur de esa desembocadura se encuentra la del río Lluta, un regionalmente importante curso fluvial. La zona en controversia está situada en un sector sembrado por peligrosas minas antipersonales; su presencia, indicada por carteles, es delimitada mediante alambradas de púas. Igualmente, las lluvias torrenciales pueden llegar a cambiar la posición de estos artefactos bélicos.
Según la versión peruana, la policía vigila la zona del triángulo con base en el «puesto de vigilancia Francisco Bolognesi».
Según la versión chilena, el sector del Hito 1 está custodiado durante las 24 h por 3 funcionarios desde el «puesto de observación Quebrada de Escritos» que está a cargo de carabineros de la «Cuarta Comisaría Chacalluta», mientras que otro funcionario se encarga de vigilar la frontera en la playa, desde una garita a 304 metros al sur del hito 1
No queda claro si el propio triángulo es patrullado por Chile, por Perú, por ambos o por ninguno. Si bien posee en sus proximidades construcciones de ambos países, dentro del mismo triángulo no ha quedado ninguna. En el pasado se encontraban un faro peruano (a unos 6 metros al oeste del hito I y atravesado por su paralelo) el que fue destruido por un terremoto, y una caseta de vigilancia levantada por la Armada de Chile (en el sector lindero a la playa inmediatamente al sur del paralelo del hito I), que generó una nota de protesta del estado peruano, y que fue retirada a los pocos días por orden del propio estado chileno, para no alterar la armonía en el área de frontera y entre ambos países como sostuvo la posición oficial chilena.

## Antecedentes
Originalmente la zona, al igual que la región septentrional de Chile, pertenecía al Perú, pero como consecuencia de la derrota militar de este a manos de aquel en un conflicto suscitado en el siglo XIX (denominado Guerra del Pacífico) Chile pasó a controlar no solo el sector actualmente situado en el extremo norte chileno sino que también lo que hoy es el extremo sur del Perú. Mediante el Tratado de Ancón (del 20 de octubre de 1883) Chile logró «perpetua e incondicionalmente» el dominio sobre el departamento peruano de Tarapacá, y el control por 10 años de las provincias también peruanas de Tacna y Arica. Al expirar dicho plazo, mediante un plebiscito a sus pobladores se definiría a quién serían adjudicadas.
La consulta a los pobladores de Tacna y Arica no se realizó, y en cambio el límite binacional fue definido mediante el Tratado de Lima, firmado el 3 de junio de 1929. 

### Tratado de Lima de 1929
Luego de la Guerra del Pacífico, el Tratado de Ancón de 1883 y el posterior Tratado de Lima de 1929 establecieron la frontera terrestre entre Chile y el Perú.

Artículo Segundo.- [...] La línea divisoria entre dichas partes y, en consecuencia, la frontera entre los territorios del Perú y de Chile, partirá de un punto de la costa que se denominará "Concordia", distante diez kilómetros al norte del puente del río Lluta, para seguir hacia el oriente paralela a la vía de la sección chilena del ferrocarril de Arica a La Paz y distante diez kilómetros de ella, con las inflexiones necesarias para utilizar, en la demarcación, los accidentes geográficos cercanos que permitan dejar en territorio chileno las azufreras del volcán Tacora y sus dependencias, pasando luego por el centro de la laguna Blanca, en forma que una de sus partes quede en el Perú y la otra en Chile [...]

Artículo Tercero.- La línea fronteriza a que se refiere el inciso primero del artículo segundo, será fijada y señalada en el territorio con hitos, por una comisión mixta compuesta de un miembro designado por cada uno de los Gobiernos signatarios, los que costearán, por mitad, los gastos comunes que esta operación requiera. Si se produjera algún desacuerdo en la comisión, será resuelto con el voto dirimente de un tercer miembro designado por el Presidente de los Estados Unidos de América, cuyo fallo será inapelable.
Tratado de Lima, 3 de junio de 1929

### Instalación de hitos fronterizos y acta de 1930
La comisión mixta binacional encargada de llevar a terreno lo establecido en el Tratado de Lima de 1929, a los pocos meses de su firma, difirió sobre cuál era el punto de inicio desde donde luego se debía trazar la frontera hacia el este. El delegado por Chile propuso que en la zona llamada pampa de Escritos se encontrase el punto que se sitúa a 10 km al norte verdadero del puente sobre dicho río, y desde ese punto comenzar a amojonar siguiendo el arco que se mantendría siempre paralelo a 10 km de las vías férreas que unen Arica con La Paz; además, desde aquel punto inicial, la frontera debía continuar hasta la costa del océano Pacífico por medio del paralelo de latitud de dicho punto. El delegado por Perú, en cambio, argumentaba que el límite debía marcarse mediante hitos partiendo desde la costa en un punto situado a 10 km de distancia del puente del río Lluta y continuar hacia el este manteniendo la línea paralela. 
En razón de esta divergencia, en febrero de 1930 no se continuó demarcando la frontera y se tomó la decisión de llevar el problema a las cancillerías para que pudiera ser resuelto por estas de común acuerdo. 

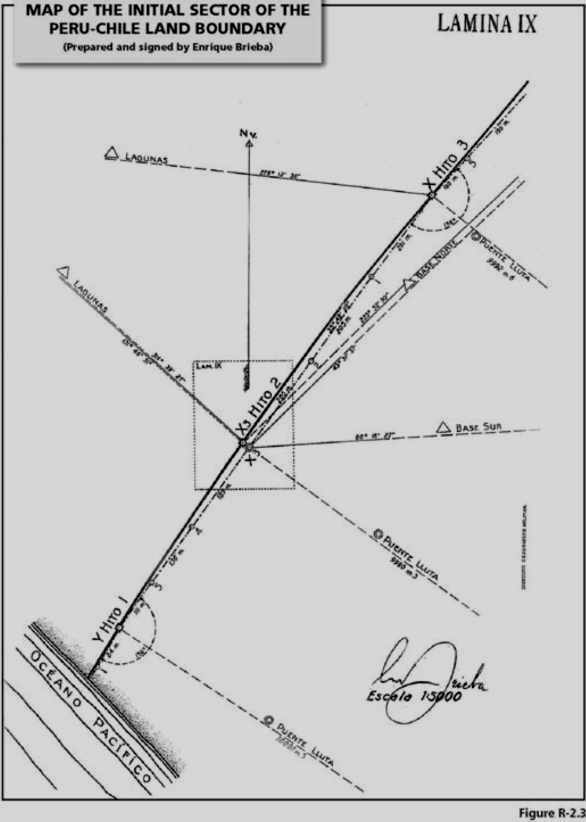
Mapa de 1930 del sector inicial de la frontera terrestre entre Chile y Perú, firmado por el delegado chileno Enrique Brieba.

Los delegados de ambos países se reunieron en Santiago. Chile estaba representado por el ministro Manuel Barros Castañón mientras que por el Perú hacia lo propio el embajador César Elguera. Fruto de esta reunión se logró redactar una serie de disposiciones para que sean aplicadas al realizar la demarcación de la frontera desde la pampa de Escritos hasta la costa marina; estas directrices fueron remitidas a la comisión mixta con fecha del 28 de abril de 1930. Las recibidas por cada delegación eran idénticas a las impartidas a la delegación contraparte. En lo que atañe al triángulo terrestre, las directrices enviadas a Enrique Brieba —jefe de la delegación chilena—, según lo publicó al año siguiente el propio Brieba, eran las siguientes: 

Punto inicial, en la costa, de la línea fronteriza.

Para fijar este punto: Se medirán 10 km desde el primer puente del ferrocarril de Arica a la Paz sobre el río Lluta, en la dirección hacia el norte. En la Pampa de Escritos se trazará, hacia el poniente, un arco de diez kilómetros de radio, cuyo centro estará en el indicado puente y que vaya a interceptar la orilla del mar, de modo que cualquier punto del arco, diste 10 kilómetros del referido puente del ferrocarril de Arica a la Paz sobre el río Lluta. Este punto de intersección del arco trazado, con la orilla del mar, será el inicial de la línea divisoria entre Chile y el Perú. Se colocará un hito en cualquier punto del arco, lo más próximo al mar posible, donde quede a cubierto de ser destruido por las aguas del océano.

La comisión mixta obró según las instrucciones impartidas, acciones que luego fueron volcadas en un informe denominado: ‘‘Acta Final de la Comisión de Límites con la descripción de los hitos colocados’’ con fecha del 21 de julio de 1930. Lleva las firmas de ambos delegados: Enrique Brieba —por Chile— y Federico Basadre —por el Perú—. Las frases relacionadas con el triángulo en cuestión son las siguientes: 

La línea de frontera demarcada parte del Océano Pacífico en un punto en la orilla del mar situado a diez kilómetros hacia el noroeste del primer puente sobre el río Lluta de la vía férrea de Arica a La Paz [...] Para fijar definitivamente la aludida línea de frontera entre Perú y Chile sobre el terreno, se han colocado o establecido hitos [...] La posición geográfica de ellos se ha referido por triangulación geodésica o por poligonales subsidiarias, a un pilar de concreto construido en la falda noreste del morro de Arica [...] El hito Concordia es un monumento de concreto reforzado de siete metros de altura.

Según las órdenes impartidas por los representantes de ambos países, el hito que da inicio se podía instalar ‘‘en cualquier punto del arco, lo más próximo al mar posible’’ pero ‘‘a cubierto de ser destruido por las aguas del océano’’. Los demarcadores convinieron en que el punto más adecuado para erigir el hito era el localizado en las coordenadas: 18°21′03″S 70°22′56″O / -18.35083, -70.38222, el cual se encontraba ubicado a 180 metros del borde costero. En la codificación empleada por la comisión mixta se lo denominó «Hito I», con la situación aclarada: «Orilla de Mar». En la obra de Brieba se publicó una fotografía donde se observan a los delegados encargados de demarcar la frontera situados en la misma orilla marina; la imagen tiene sobre escrita la frase: “La frontera en la playa”.

### Sucesos ocurridos durante el

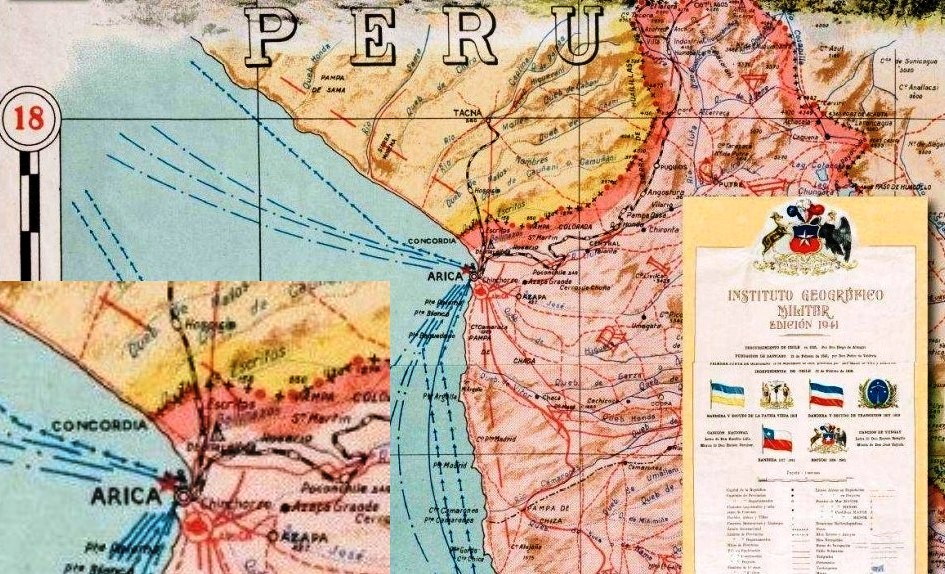
Mapa de 1941 del Instituto Geográfico Militar de Chile del límite con Perú.

## Historia de la controversia

### Sucesos ocurridos durante elsigloXX

#### Declaración de 1952, Convenio de 1954 y Resolución suprema peruana de 1955
El 18 de agosto de 1952, ambos países (junto con Ecuador) suscribieron en Santiago de Chile la denominada: «Declaración de Zona Marítima», mediante la cual reclamaban las aguas marinas hasta 200 millas náuticas inmediatas a sus costas. En su artículo IV la misma decía: 

En el caso de territorio insular, la zona de 200 millas marinas se aplicará en todo el contorno de la isla o grupo de islas. Si una isla o grupo de islas pertenecientes a uno de los países declarantes estuviere a menos de 200 millas marinas de la zona marítima general que corresponde a otro de ellos, la zona marítima de esta isla o grupo de islas quedará limitada por el paralelo del punto en que llega al mar la frontera terrestre de los estados respectivos.

Dos años después, para complementar el acuerdo anterior, los tres países firmaron el 4 de diciembre de 1954 en Lima el llamado: «Convenio sobre zona especial fronteriza marítima». Con él buscaban crear en el mar una zona especial que estaría ubicada más allá de las 12 millas marinas desde sus riberas y que constaría de una franja con un ancho de 10 millas marinas. El objetivo era ordenar la pesca artesanal costera y así evitar conflictos jurisdiccionales. Aquí, como en el tratado anterior, se vuelve a hablar de límites situados sobre paralelos: 

Establécese una "Zona Especial", a partir de las 12 millas marinas de la costa, de 10 millas marinas de ancho a cada lado del paralelo que constituye el límite marítimo entre los dos países.

Semanas después, el presidente de la República del Perú Manuel A. Odría y David Aguilar Cornejo —su ministro de relaciones exteriores— firmaron el 12 de enero de 1955 la Resolución Suprema N.º 23, denominada: "Delimitación de la zona marítima de las 200 millas", la que fue publicada el 23 del mismo mes. La misma ordenaba cómo se debería trazar la delimitación exterior del mar peruano. En el punto 2 se hace referencia a que en el trazado de las 200 millas náuticas del mar patrimonial del Perú no se podrá superar el paralelo marcado por el punto donde llega la frontera internacional: 

De conformidad con el inciso IV de la Declaración de Santiago, dicha línea (de 200 millas náuticas) no podrá sobrepasar a la del paralelo correspondiente al punto en que llega al mar la frontera del Perú.

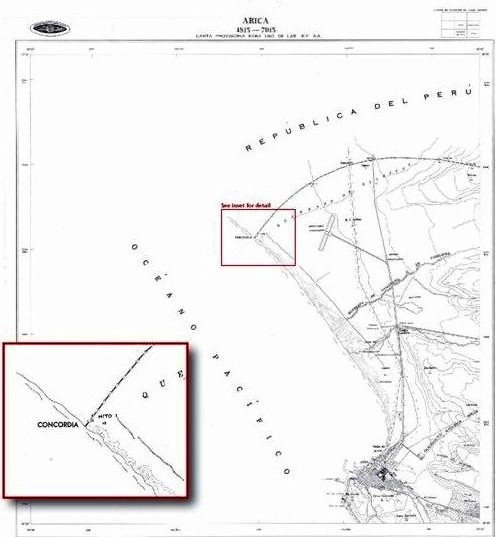
Mapa de Arica de 1966 publicado por el Instituto Geográfico Militar de Chile.

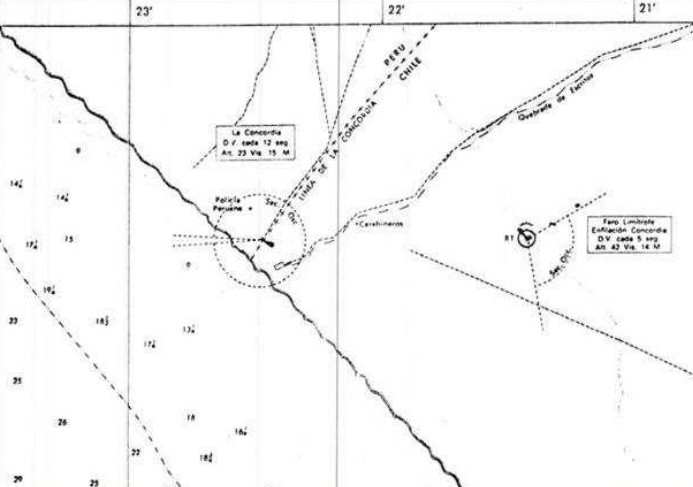
Carta Náutica de 1973 del Servicio Oceanográfico de la Armada de Chile.

#### Faros y actas de 1968 y 1969
En la segunda mitad de la década de 1960, representantes de ambos países convinieron en la necesidad de construir ayudas terrestres para facilitar la navegación y así evitar los incidentes que ocurrían cuando naves de un país cruzaban por error a pescar en aguas del país vecino. Se acordó que se erijan dos faros alineados en enfilación sobre el paralelo que cruza al Hito I y a ambos lados de este. 
El 26 de abril de 1968 las delegaciones técnicas designadas, por ambos países, para construir las ayudas físicas a la navegación, suscribieron un acta. El acta señala que la marca anterior al hito 1 estaría en territorio peruano y la marca posterior en territorio chileno.

1.- Instalar dos marcas de enfilación con señalización diurna y nocturna; la marca anterior quedaría situada en las inmediaciones del Hito N°.1, en territorio peruano; la marca posterior estaría ubicada a una distancia aproximada de 1.800 metros de la marca anterior, en la dirección del paralelo de la frontera marítima, lo que la situaría al lado sur de la Quebrada de Escritos, en territorio chileno.
Artículo 1 del Acta entre los representantes de Chile y Perú, de 26 de abril de 1968

El 22 de agosto de 1969, se conformó una comisión mixta con representantes de los dos países, la cual debía verificar la posición geográfica original del Hito I (de concreto) y 

[...] fijar los puntos de ubicación de las Marcas de Enfilación que han acordado instalar ambos países para señalar el límite marítimo y materializar el paralelo que pasa por el citado Hito número uno, situado en la orilla del mar.

Los integrantes de la comisión mixta, reunidos en Arica, suscribieron un acta donde se enumeran las faenas realizadas, y en la cual se detallan de manera técnica la metodología empleada. También se describe el estado de abandono en que se encontraba el hito I (el cual estaba caído). Se levantarían dos torres (una por cada país y en su suelo respectivo), para que las mismas sean vistas desde el mar formando una fila, estando situado el punto focal de cada faro a una altura aproximada sobre el terreno de 22 metros en el caso de la torre anterior (peruana, denominada «Faro de la Concordia») y 20 metros en la torre posterior (chilena). En el punto A2 se señala: 

Determinación y materialización del paralelo que pasa por el hito número uno. [...] Materializar el paralelo por dos puntos (uno al Oeste y otro al Este del Hito número uno) de manera que permitan continuar la alineación del paralelo hacia el Este donde se ubicará la torre chilena y hacia el Oeste donde se erigirá la torre peruana.

En el punto B2 se indica que al oeste del hito 1 es territorio peruano y al este del hito 1 es territorio chileno: 

[...] para determinar topográficamente el paralelo que pasa por el Hito número uno. Determinado el paralelo, se materializaron sobre esta línea los dos puntos donde se erigirán las torres anterior y posterior de la enfilación: torre anterior, a 6,0 metros al Oeste del Hito número uno, en territorio peruano; torre posterior, a 1.843,8 metros (distancia medida con Geodímetro) al Este del Hito número uno, en territorio chileno.

 Como consumación de los trabajos efectuados por la comisión mixta, en el año 1972 cada país construyó su propio faro en los puntos ya pactados, ambos sobre el paralelo y, según lo afirmado por el acta, en territorio propio.

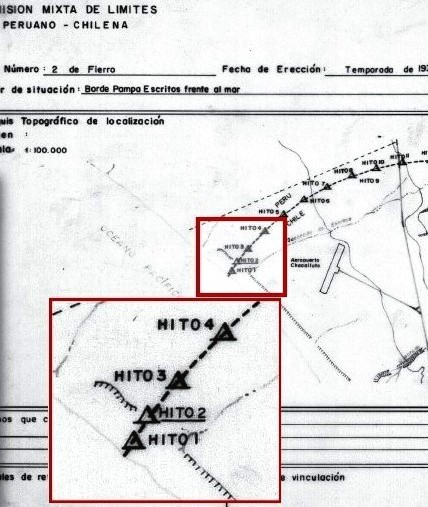
Croquis de la revisión del hito 2, realizada por la Comisión mixta de límites peruano-chilena en 1992, firmado por el delegado chileno Gabriel Montero y el delegado peruano Gerardo Pérez..

Los miembros de la Comisión Mixta sólo estaban facultados para indicar una línea exclusivamente oceánica (la del paralelo del hito)[cita requerida]. Sin embargo, ante la posibilidad de que en el Acta de 1969 se hubiera unificado el término marítimo con el terrestre a partir del Hito I, se ha señalado que, en 1999, Ignacio Llanos Mardones —entonces primer secretario del servicio diplomático chileno— se mostró contrario a tal idea, en un libro de su autoría, al sostener “'que el terminus de la frontera terrestre corresponde al punto terminal del arco, Concordia“', aunque éste no concuerde con el punto de inicio del límite marítimo. Esta opinión no guarda sintonía con la posición de su país en la cual ambos términos (marítimo y terrestre) deben confluir en el mismo punto.

#### ElMemorándum Bákulade 1986
El 23 de mayo de 1986,  el canciller del Perú Allan Wagner envió a su embajador en Santiago de Chile, Juan Miguel Bákula para que informe la necesidad de su gobierno de entablar negociaciones que permitan suscribir un tratado limítrofe que defina la frontera marítima entre las dos repúblicas, la que según lo postulado por el Perú, aún restaba trazar. En la sede del Ministerio de Relaciones Exteriores de Chile, el embajador le explicó al canciller chileno Jaime del Valle las razones de su misión. Al finalizar, del Valle le pidió que escribiese lo dicho, para así dejarlo por escrito. Respondiendo al pedido, el embajador rápidamente, redactó el documento que luego será denominado, en el ámbito de la problemática fronteriza entre estas naciones, como el  ‘‘Memorándum Bákula’’. En dicho documento el embajador peruano se expresó sobre la significación del punto que origina el paralelo que demarca la zona especial de pesca: 

En la actualidad, la existencia de una zona especial —establecida por la "Convención sobre Zona Marítima Fronteriza"— referida a la línea del paralelo del punto al que llega la frontera terrestre, debe considerarse como una fórmula que [....].

#### Carta de la rada y puerto de Arica de 1998
El 30 de agosto de 1998 el Servicio Hidrográfico y Oceanográfico de la Armada de Chile (SHOA) publicó la décima edición de la carta de navegación de nombre ‘‘Chile. Rada y Puerto de Arica’’, en escala 1: 25.000, la misma carta que venía publicando desde 1973, con el agregado de los nuevos cambios producidos en el área abarcada, al igual que lo había hecho con la edición de 1989 (carta de navegación N.º 101). En las anteriores ediciones el límite terrestre Chile-Perú se dibujaba como la prolongación del arco que une los primeros hitos hasta que este toca al mar; pero en la edición de 1998 la línea curva al llegar al hito I deja ya de continuar en dicha orientación curvilínea hasta alcanzar el borde marítimo, pues a partir de ese hito prosigue hacia el oeste sobre el paralelo de dicho hito y así cruza la ribera costera, continuándose luego ya en el océano demarcando también con dicho paralelo las aguas territoriales de ambos países. El grado de detalle que le imprime al mapa la escala escogida es el adecuado para exhibir cuál es el deslinde binacional según el parecer que Chile mantendrá durante el siglo XXI. Esta carta fue enviada a las Naciones Unidas, siendo reproducida luego por la División de Asuntos Oceánicos. Fernando de Trazegnies, el canciller del Perú en ese entonces, mostró la disconformidad de su gobierno por la carta de navegación chilena mediante una nota de protesta, la que fue recibida por la embajada de Chile en Lima el 20 de octubre del 2000.
La respuesta por parte de la canciller del gobierno de Chile, Soledad Alvear, fue recibida el 22 de noviembre del 2000, y por la misma se notificaba enfáticamente al gobierno peruano que la Carta de navegación en cuestión «ha sido elaborada en base al derecho internacional y en estricto respeto a los acuerdos suscritos con el Perú, anteriormente», y agregó que los tratados de 1952 y 1954 fueron ratificados en las actas de 1968 y 1969.
El 27 de diciembre del 2000, la nota fue respondida por el canciller del gobierno del Perú, Javier Pérez de Cuéllar, indicándole a su colega que no compartía su posición, pues ambos países aún no habían suscrito un tratado limítrofe marítimo, como ya en su momento el Perú lo había comunicado mediante el llamado ‘‘memorándum Bákula’’.
Además, las actas de 1968 y 1969 no fueron aprobados por el Congreso del Perú, tal como lo exigía la Constitución vigente en esas fechas.
Medio mes después, el gobierno peruano entregó una declaración a Kofi Annan —secretario general de las Naciones Unidas— por la cual notificaba al Organismo su disconformidad con el documento que en septiembre del 2000 Chile había presentado.

### Sucesos ocurridos durante elsigloXXI

#### Ley peruana de demarcación territorial de la provincia de Tacna de 2001
La ley peruana de demarcación territorial de la provincia de Tacna, Departamento de Tacna (Ley n.º 27415) de febrero de 2001, señala que la Provincia de Tacna limita por el suroeste con el océano Pacífico y que 

El límite se inicia en el Hito n.º 01 (Océano Pacífico), continúa por la línea litoral hasta la desembocadura de la quebrada Los Mendocinos, por el noroeste.

#### Incidente de la caseta de vigilancia chilena en 2001
En marzo de 2001 se produjo el incidente de la caseta de vigilancia, en esa ocasión la Infantería de Marina de la Armada de Chile ubicó una caseta de vigilancia entre el Hito I y la orilla del mar. El 10 de abril de ese año, el ministro de Relaciones Exteriores del Perú, Javier Pérez de Cuéllar, protestó a través de una nota diplomática, en la que expresó:

[...] una comisión técnica peruana ha viajado a la zona el 8 del presente mes y ha realizado una verificación de la ubicación de la caseta, teniendo en cuenta que la línea de frontera entre el Hito número Uno y la orilla del mar –que sigue la prolongación del arco de la línea de frontera– fue establecida mediante los acuerdos bilaterales de delimitación de la frontera común en 1930. Esta comisión técnica ha constatado que la mencionada caseta de vigilancia se encuentra ubicada dentro del territorio peruano. En consecuencia, el gobierno del Perú presenta su protesta al Gobierno de Chile por la instalación de la mencionada caseta, la que bajo ninguna circunstancia deberá permanecer en territorio peruano, debiendo asimismo cesar toda incursión de patrullas militares o policiales chilenas en el área anteriormente señalada.

La canciller chilena, Soledad Alvear, respondió mediante una nota el 11 de abril de 2001, señalando que:

[...] esta fue situada en territorio chileno al sur del límite demarcado por ambos países, entre otros instrumentos, por actas válidamente celebradas y plenamente vigentes, de fechas 26 de abril de 1968 y 19 de agosto de 1969. Dichos acuerdos fueron seguidos por la materialización del paralelo de la frontera que se origina en el Hito número Uno, llamado Orilla del Mar.

El incidente se superó, finalmente, el 12 de abril, con la decisión del Gobierno de Chile de retirar la caseta de su emplazamiento, en razón del exclusivo y elevado propósito de contribuir a la armonía en el área de frontera”, aunque la canciller señaló que su retiro no significaba el reconocimiento por parte del gobierno de Chile del límite terrestre postulado por el Perú.

#### Incidente del faro del lado peruano en 2001
El terremoto del sur del Perú ocurrido el 23 de junio de 2001 (de magnitud 8.4), dañó gravemente al faro del Perú, cayendo sus restos a ambos lados del paralelo. Maquinarias peruanas lo retiraron en diciembre de ese año. La cancillería de Chile efectuó un reclamo formal a su par del Perú, aduciendo que esas maquinarias ingresaron a territorio chileno (el triángulo terrestre) sin autorización.

#### Ley peruana de Líneas de Base del Dominio Marítimo de 2005
El 28 de octubre de 2005 se presentó en el Congreso del Perú un proyecto de ley para el establecimiento de líneas de bases rectas que permitiesen definir el dominio del territorio marítimo peruano. Con el N.º 28621, la llamada ‘‘Ley de líneas de base del dominio marítimo del Perú’’ fue aprobada por 98 votos a favor y ninguno en contra durante la presidencia de Alejandro Toledo, siendo promulgada el 3 de noviembre, publicada al día siguiente en el Diario Oficial El Peruano, entrando en vigencia el 5 de noviembre de 2005.
Para definir el sector austral del mar peruano dicha ley no emplea el paralelo del hito I sino una  bisectriz, la que, según lo indicado en el artículo 2°, parte desde un punto situado en las coordenadas: WGS84 18°21′08″S 70°22′39″O / -18.35222, -70.37750, es decir, en el ‘‘punto Concordia’’, lugar que el Perú postula que es donde concluye el límite terrestre acordado en 1929 y que, hasta antes de conocerse el fallo,  reclamaba como sitio de arranque del límite marítimo.
El canciller de Chile, Ignacio Walker, envió al gobierno peruano una nota de protesta, por la cual le notifica que el proyecto y las determinaciones efectuadas por el Perú carecen de todo efecto jurídico para Chile y la comunidad internacional. También generó una crisis entre los gobiernos de ambos países, presididos por Alejandro Toledo en el Perú y Ricardo Lagos en Chile, lo que derivó en que este último cancelara acuerdos y reuniones con su par del norte, a la vez que ordenase a su canciller una serie de viajes para reforzar la postura de Chile sobre el litigio.

#### Ley chilena que crea la Región de Arica y Parinacota de 2006
El 19 de diciembre de 2006, el Congreso Nacional de Chile aprobó el proyecto de ley que creaba la Región de Arica y Parinacota. El inciso segundo contemplaba los límites de la nueva región; su artículo 1.º señalaba que la frontera por el noroeste era "el paralelo del Hito n.º 1 en el Mar Chileno". Dicho inciso tuvo origen en una indicación presentada por la presidenta Michelle Bachelet durante el segundo trámite constitucional del proyecto. El 10 de enero de 2007 la cancillería del Perú entregó al embajador de Chile en Lima, Cristián Barros, una nota de protesta por los límites considerados en dicho proyecto de ley como frontera norte de la nueva región, indicando que incumplen el Tratado de Lima 1929. El 24 de enero de 2007 la cancillería peruana envía a Chile una segunda nota de protesta.
El 26 de enero de 2007, el inciso en cuestión fue declarado inconstitucional por el Tribunal Constitucional de Chile por un vicio formal, «por cuanto su contenido no tiene relación directa con las ideas matrices o fundamentales del proyecto original del Ejecutivo sobre la materia, violándose de esta forma el artículo 69, inciso primero, de la Carta Fundamental», referente al procedimiento de formación de la ley, siendo eliminado de su texto. En virtud de dicha eliminación, se consideraron como límites de la nueva región aquellos que ya se habían designado para las provincias de Arica y Parinacota en el año 1989 mediante el Decreto con Fuerza de Ley N.º 2-18175 del Ministerio del Interior, que señala de manera más ambigua —en lo atinente al triángulo terrestre— como límites de la provincia de Arica: 

Al Norte: el límite con Perú, desde el Mar Chileno hasta el paralelo astronómico del trigonométrico Huaylas. Al Oeste: el Mar Chileno, desde la punta Camarones hasta el límite con Perú.

#### Comunicaciones enviadas a las Naciones Unidas en 2007
A raíz de la publicación de la «Ley de Líneas de Base del Dominio Marítimo del Perú» en la sección sobre Legislación y Tratados del sitio web de la Division for Ocean Affairs and the Law of the Sea (DOALOS) —de las Naciones Unidas (ONU)—, el gobierno de Chile el 27 de mayo de 2007 cursó una nota a la citada organización para informar de su discrepancia respecto a algunos afirmaciones de dicha ley, como reserva de sus derechos soberanos.
Según Chile, el punto n.º 266 que esa ley denomina “Punto Terminus Sur” y “Punto en la costa Límite internacional terrestre Chile-Perú” y al que le asigna las coordenadas18°21′08″S 70°22′39″O / -18.35222, -70.37750, no coincide con las mediciones establecidas por las comisiones mixtas por lo que no se ajusta con la traza limítrofe acordada.
El documento chileno fue publicado dos días después en la página web de la División de Asuntos Oceánicos y Derecho del Mar de las Naciones Unidas.
Como respuesta, el 10 de agosto de ese año el gobierno peruano remitió a las Naciones Unidas un documento por el cual indica que el punto n.º 266 de su ley de líneas de base corresponde al “Punto Concordia” citado en el Tratado de 1929, que durante la demarcación de la frontera por la comisión mixta acordaron que el inicio de la frontera terrestre es el punto donde el Pacífico se interseca con el arco de 10 km de radio que hace eje en el puente del río Lluta, y que: 

La intersección de dicho arco limítrofe con el Océano Pacífico se aprecia perfectamente bien en los planos elaborados por Enrique Brieba, representante de Chile ante la Comisión Mixta de Límites en 1930, así como en las cartas oficiales chilenas de la rada de Arica publicadas hasta el 30 de agosto de 1998. A partir de la décima edición de tales cartas en la citada fecha, inexplicablemente, el trazado del citado arco limítrofe ya no llega al mar. Ello implica el desconocimiento del punto “Concordia” como punto de inicio de la frontera entre los territorios del Perú y Chile, y constituye un desconocimiento de la línea fronteriza acordada por ambos países mediante el tratado del 3 de junio de 1929 y de la demarcación de 1930. Por consiguiente el hito n 1 no es el terminus terrestre, lo es la intersección de la tierra con el mar, denominado punto Concordia, el cual coincide con el punto n.º 266 de la Ley de líneas de Base del Dominio Marítimo del Perú.

#### Ley peruana modificatoria de la demarcación territorial de Tacna de 2008
El 17 de enero de 2008 se publica una ley que modifica el artículo 3 de la Ley n.º 27415 de demarcación de la Provincia de Tacna, dictada el 2001, indicando que el límite inicia en el Punto Concordia.

Precísase en el artículo 3º de la Ley Nº 27415, Ley de demarcación territorial de la provincia de Tacna, departamento de Tacna, que los límites Este y Sudeste de la provincia de Tacna con los territorios de las Repúblicas de Bolivia y Chile, corresponden a la línea de frontera internacional que se inicia en la intersección del río Caño con el límite internacional Perú – Bolivia, continúa en dirección general Sur hasta la frontera entre el Perú, Bolivia y Chile (Hito Trifinio) y, desde este punto, continúa por la línea de frontera con Chile hasta su intersección con el Océano Pacífico en el punto Concordia, al término del arco limítrofe acordado entre el Perú y Chile durante el proceso demarcatorio de 1930, de conformidad con el artículo 2º del Tratado del 3 de junio de 1929 [...]

### Diferendo en el marco del caso ante la Corte de La Haya concerniente a la delimitación marítima
Réplica del Perú durante la fase escrita
El 9 de noviembre de 2010 el agente peruano Wagner presentó ante la Corte Internacional de Justicia los 3 tomos que constituyeron la réplica peruana a la contramemoria de Chile entregada el 9 de marzo de dicho año. Allí el Perú señala que la línea divisoria marítima debe partir desde el “Punto de La Concordia”.
En la réplica, Perú señala que la foto publicada en la obra del delegado chileno Enrique Brieba, ante la comisión mixta de 1930, guarda sintonía con los planos firmados por Brieba en 1930, lo que, según su postura, demostraría que los demarcadores tenían el convencimiento que la frontera se iniciaba en el “Punto Concordia”, y que el “hito I” solo era el inicio de la serie de marcas y señales físicas que permiten hacer visible el límite binacional.
Alegatos orales del Perú
Durante los alegatos orales, el Perú sostuvo que Chile había ido cambiando sus mapas y borrando la línea desde el hito 1 hasta el Punto Concordia, indicando que "'...en el mapa oficial de Arica publicado por Chile en 1966...pueden ver ahí que la frontera terrestre sigue el arco pasando el Hito número 1 hasta el punto Concordia en la costa. Que el punto Concordia no está en el mismo lugar que el Hito número 1...En 1989, Chile volvió a publicar otro mapa a gran escala de la zona de Arica...el curso de la frontera terrestre que sigue un arco en dirección sur-oeste desde el Hito número 1 hasta la costa. No obstante, en 1998, Chile en forma repentina, modificó la forma de su presentación cartográfica... En primer lugar, Chile ha borrado, ha suprimido aquella parte de la frontera terrestre que está entre el Hito número 1 y la costa. Simplemente no hay nada, lo han borrado. En segundo lugar, en forma gratuita, se ha añadido una línea punteada siguiendo el paralelo de latitud que pasa por el Hito número 1, mar adentro".

#### Fallo de la Corte de La Haya del 27 de enero de 2014
La Corte Internacional de Justicia no estaba autorizada a definir la ubicación del inicio de la frontera terrestre, pero si recalcó en el párrafo 175 que tanto la frontera terrestre como la marítima podían empezar en puntos diferentes y que el punto de inicio de la frontera terrestre es el Punto Concordia, pero que no era su labor ubicarla, aunque si explicó que existen mapas que fueron expuestos durante el juicio donde se ubica el mencionado punto Concordia. 

175 La Corte no está llamada a tomar una posición en cuanto a la ubicación del Punto Concordia, donde empieza la frontera terrestre entre las Partes. La Corte toma nota de que podría ser posible que el punto antes mencionado no coincide con el punto de partida de la frontera marítima, que se acaba de definir. La Corte observa, sin embargo, que tal situación sería la consecuencia de los acuerdos alcanzados entre las partes.
Fallo de la Corte de La Haya sobre la delimitación marítima entre Chile y Perú

170 Con el fin de determinar el punto de partida de la frontera marítima, la Corte ha considerado cierta evidencia cartográfica presentada por las Partes. La Corte observa que el Perú presenta una serie de mapas oficiales de Arica, con fecha de 1965 y 1966, y de Chile, fechada en 1955, 1961 y 1963, publicados por el Instituto Geográfico Militar de Chile, así como un extracto de la carta náutica chilena 101 de 1989 sin embargo, estos materiales se centran en gran medida de la ubicación del punto "Concordia" en la costa y no pretenden representar cualquier frontera marítima.
Fallo de la Corte de La Haya sobre la delimitación marítima entre Chile y Perú

##### Interpretación por parte de Chile
Según el escritor, periodista, diplomático y profesor de la Facultad de Derecho de la Universidad de Chile, José Rodríguez Elizondo, la disputa por el microterritorio adyacente al Hito I acontecida en el año 2005 fue uno de los detonantes para que la controversia marítima fuese llevada para ser dirimida por la Corte Internacional de Justicia. Según el mismo autor, para dicho objetivo, el poder político del Perú diseñó una estrategia nacional, nutriéndola con elementos históricos, militares, políticos, geopolíticos, geográficos, oceanográficos, comerciales, económicos, culturales, diplomáticos y privilegiadamente jurídicos, para aceptar y soportar la iniciativa por medio del “factor sorpresa”, escogiendo los mejores momentos para obrar y apoyándose en la opinión pública internacional. Como directriz desarrolló un puñado de directivas tácticas que debían ejecutarse de forma paralela. Una de estas pautas estaba relacionada al triángulo terrestre: "'Acciones destinadas a evitar que Chile haga actos de soberanía terrestre en el espacio costero yuxtapuesto al Hito 1."
Luego del fallo, y respecto al triángulo terrestre, el presidente chileno Sebastián Piñera afirmó sobre la decisión de la corte: “...confirma en lo sustancial la posición chilena. La confirmación del Hito 1 ratifica nuestro dominio sobre el triángulo terrestre respectivo”. También indicó que: "esta decisión reviste una importancia adicional, ya que si bien ambos países discrepaban respecto a dónde comenzaba la frontera marítima, Hito 1, según Chile, punto 266, según Perú, ambos países siempre coincidieron en que la frontera marítima comienza en el último punto de la frontera terrestre”.
Por su parte, el futuro canciller de Chile Heraldo Muñoz ratificó las afirmaciones del presidente, expresando que “El denominado «Punto Concordia» pertenece a Chile y yo creo que eso queda muy claramente establecido. Lo ha dicho el propio presidente.”
El excanciller Juan Gabriel Valdés manifestó sobre el tema que: “Al marcar el Hito 1 el buen sentido común y la buena voluntad de los países debiera hacer entender que aquí hay un cuadro que confirma la postura histórica de Chile, que ese triángulo forma parte de territorio chileno.”
Sobre la controversia de delimitación terrestre, el expresidente de Chile Eduardo Frei expresó que “es un absurdo” que el Perú sostenga que el llamado "triángulo terrestre" es peruano, reclamando más firmeza a las autoridades de su país: «La Moneda debe “ponerse firme” y exigirle al Perú que se deje establecido que no habrá más reclamos territoriales. No han pasado dos días del fallo y ya estamos viendo nuevas situaciones. Vemos ayer al Parlamento peruano, al presidente de la Comisión de Relaciones Exteriores, después la ministra, después distintas autoridades» (...) «¿Hasta cuándo? No podemos seguir aceptándolo». (...) «Yo creo que Chile en esto tiene que ponerse tremendamente firme.» (...) «Aquí viene un acta de ejecución en que todo esto tiene que quedar claro: que no hay conflictos pendientes, que de una vez por todas se terminen y Perú reconozca esta situación...» «Pueden pasar uno, dos, tres, cuatro o cinco años... Supongamos que el señor Alan García sea elegido nuevamente –espero que no para los intereses de Chile– ¿va de nuevo a levantar otro caso más? Por eso esto tiene que quedar absolutamente cerrado cuando se ejecute el fallo de La Haya. Chile debe pedir a las Naciones Unidas, bajo cuyo paraguas funciona la Corte Internacional, que tome una declaración clara y rotunda y establezca que ya se terminaron todos los temas pendientes.»
Según la prensa peruana, en una reunión en el Palacio de la Moneda que sostuvieron el día 28 de enero de 2014 el presidente Piñera con líderes políticos, estos últimos le sugirieron que exija al Perú que reconozca que el límite terrestre termina en el paralelo que cruza por el Hito I.
El canciller de Chile, Alfredo Moreno, señaló que: «(sobre) este triángulo terrestre que está al final, no hay tema pendiente, porque eso es chileno. Debería ser una cosa que quedara absolutamente clara». Como respuesta a la colega del Perú, la cual indicaba que allí había una costa seca, el canciller expresó: «...han señalado como una alternativa que este punto fuera “costa seca”, pero eso tiene una dificultad: sería una costa seca que el Perú ha concedido en los años 68 y 69 sin haber dicho una palabra sobre ello».
El mismo canciller, en una nota para la televisión del Perú, aclaró que: «...el fallo no ha dicho nada sobre el trazado de la frontera terrestre, así lo ha dicho expresamente la Corte, y en eso tampoco hay ningún desacuerdo entre los dos países, el único punto aquí es que Perú sostenía que el inicio de la frontera marítima era el Punto 266. Ambos países estaban plenamente de acuerdo de que el inicio de la frontera marítima era donde termina la frontera terrestre".»
Andrés Chadwick, ministro del Interior de Chile, señaló que: «...para Chile está absolutamente claro cuál es su límite terrestre, está en el Tratado de 1929, está implementado en las comisiones binacionales de límite y está establecido en el llamado Hito 1 y fue fuertemente respaldado con lo señalado por la Corte de La Haya cuando señala que el límite marítimo se inicia en el paralelo que pasa por el Hito 1 y eso en el derecho internacional está muy claro, que donde se inicia el límite marítimo es donde termina el límite terrestre.»
Chadwick también indicó que: «...lo que importa es que para Chile está muy claro donde inicia el límite terrestre, así se ha respetado, y se ha mantenido inalterable desde 1929 (...) En el caso de Chile la frontera terrestre está finiquitada, ratificada y reforzada por el fallo del tribuinal de La Haya.»

##### Interpretación por parte del Perú
La canciller Eda Rivas, frente a las frases del presidente chileno Piñera, quien proclamó que el fallo “ratifica el dominio (chileno) sobre el triángulo terrestre respectivo”, respondió que: «No, no es así. Esto [el límite terrestre] no está en controversia. Esto es un tema definido en el tratado del 1929. Vamos a tener unos 300 metros de costa seca. No es lo usual, pero hay seis casos en el mundo en que se ha determinado que hay costa seca.»
Al entregar un análisis del fallo, la canciller señaló que: «Nosotros consideramos que no tenemos ningún tema pendiente en materia de frontera terrestre, por lo tanto eso no es materia de discusión ni ha sido materia de discusión en lo que ha sido el fallo, Perú considera que no tiene materias pendientes en materia terrestre. El triángulo terrestre es territorio nacional.»
Allan Wagner, quien fuera el agente peruano ante la Corte Internacional de Justicia de La Haya, coincidió con la canciller: “Este es un caso de delimitación marítima, que nada tiene que ver con cuestiones territoriales. De tal manera, no hay ninguna relación con el llamado triángulo terrestre.” ... “...la frontera terrestre quedó fijada con el Tratado de 1929 y las comisiones demarcadoras de 1929 y 1930, los cuales fijan como límite el punto Concordia”.
José Antonio García Belaúnde, coagente peruano ante la Corte Internacional, señaló que sobre la posibilidad de que Chile intentase condicionar la implementación del fallo a un reconocimiento por parte del gobierno peruano del dominio chileno en la zona del triángulo terrestre el límite terrestre con Chile no está en discusión porque quedó zanjado por el Tratado de 1929, indicando que en el fallo la Corte de La Haya así lo señala. "(Ese) «no debería ser el tema. Está claro en el fallo de La Haya». Igualmente sostuvo que es mejor esperar a que «las aguas se calmen».
El expresidente del Perú, Alan García, sostuvo que el triángulo terrestre reclamado por Chile le pertenece al Perú, que eso está sellado en el Tratado de Lima de 1929 y que la exigencia chilena de su cesión por el Perú no puede ser una condición para el cumplimiento del fallo. «La corte no ha tocado el tema, es parte de otro tratado, no mezclemos papas con camotes. Si es de inmediato o gradual (la ejecución del fallo), debe hacerse sin condiciones, que (desde La Moneda) no me digan que suscriba la Convención del Mar, que no me digan que se cambie la Constitución y que no me pidan el triángulo terrestre, esos son temas internos. Sería absurdo que el Perú exacerbara este tema, jurídicamente ese pequeño triángulo le pertenece al Perú. Tenemos que actuar con serenidad, no pisar el palito, eso solo cae por su peso, como el fallo de La Haya, porque el Perú tenía razón.»
En una entrevista concedida en Lima a un medio chileno, a la pregunta: «¿Qué le parecen las señales que se han dado desde Chile en cuanto al triángulo terrestre, en cuanto a que se reconozca que ese triángulo es de Chile?» respondió: «Bueno, ahí hay una opinión distinta aquí en el Perú. Pero no creo que de eso dependa el destino, la riqueza del bienestar del pueblo chileno, ni tampoco el bienestar del pueblo peruano. Es un tema de discusión de los que siempre hay entre naciones. Ha ocurrido a veces así, hasta por territorios más chicos. Lo del triángulo terrestre es un problema menor. Las cosas no se pueden hacer en las próximas 15 horas.» A la pregunta: «¿Con el fallo de La Haya se pone fin, de manera definitiva, a las disputas territoriales?» respondió: «Yo creo que sí. Sí, absolutamente. Aunque no crea que no me interesa el tema del triangulito. Me parece que se va a quedar ahí, pero tiene sus propios instrumentos y no es el tema básico, esencial ni grande. Si nos ponemos de acuerdo en el tema del triángulo o arbitra el presidente de Estados Unidos -creo que eso dice el Tratado del 29-, si yo fuera el presidente del Perú, firmaría algo.»
Eduardo Ferrero, excanciller del Perú y uno de los miembros del equipo jurídico de ese país ante la corte de La Haya, señaló que el fallo no afecta al límite terrestre: «El fallo es sobre límites marítimos, no sobre límites terrestres. El Punto de la Concordia está vigente como el término de la frontera terrestre».
Además, en Perú se ha dicho que en sí no se forma una costa "seca" (sin una gota de agua), ya que las aguas que durante algunas horas del día se encuentran sobre la playa desde la línea de baja marea hasta la línea de alta marea se consideran como parte terrestre. Jurídicamente, un estado con territorios con «costa seca» no puede ejercer la soberanía y explotación económica sobre las aguas adyacentes que le hubiese correspondido de haber tenido allí costas normales.

#### Ejecución e implementación del fallo de la Corte
Después de que el Congreso del Perú aprobara la ley que adecúa las Líneas de Base del Dominio Marítimo del Perú conforme al fallo de la Corte de La Haya, el 18 de agosto de 2014 en Lima se publicó un decreto supremo que aprueba la Carta de Límites Exterior -sector sur- del dominio marítimo del Perú. Tres días después el presidente peruano, Ollanta Humala, anunció que su país enviaría la Carta de Límites Exterior -sector sur- a la ONU, sin embargo tras una conversación entre los cancilleres de Chile y Perú se ratificó el compromiso de ambos países en presentar de manera conjunta a la ONU la cartografía y las actas de la comisión bilateral que fijó las coordenadas del límite marítimo que estableció el fallo de La Haya.
En la Carta de Límites Exterior -sector sur- del dominio marítimo del Perú, el inicio de la frontera terrestre con Chile aparece en el punto de la Concordia, a diferencia de la opinión chilena que la fija en la intersección del paralelo que cruza el «Hito n.º 1» con la línea de baja marea, y que corresponde al punto de inicio de la frontera marítima binacional.
El 20 de agosto, el Senado y la Cámara de Diputados de Chile aprobaron un proyecto de acuerdo para respaldar la postura del Gobierno Chileno frente a la difusión de la nueva cartografía peruana.

### Ley peruana de creación del distrito de La Yarada-Los Palos de 2015
El 7 de noviembre de 2015, fue promulgada por el presidente de Perú la ley N.º 30358, de creación del distrito de La Yarada-Los Palos en la provincia de Tacna del departamento de Tacna, la cual fue publicada en Diario Oficial El Peruano al día siguiente. Los límites territoriales de este distrito fueron fijados, por la antedicha ley, señalando que, por el noroeste limita con el distrito de Tacna, por el noreste limita con el distrito de Tacna, por el este limita con el distrito de Tacna, y respecto al sur y oeste, lo siguiente:

POR EL SUR

Limita con la República de Chile, por la línea de frontera, hasta su intersección con el océano Pacífico en el punto Concordia, punto de inicio de la frontera terrestre de conformidad con lo establecido en virtud del  Tratado de Lima y su Protocolo Complementario, entre el Perú y Chile, de fecha 3 de junio de 1929, y los trabajos de la Comisión Mixta de Límites de 1929 y 1930.
POR EL OESTE

Partiendo desde el punto Concordia, punto de inicio de la frontera terrestre con la República de Chile, limita con el océano Pacífico, siguiendo la línea de baja marea hasta un punto de coordenada UTM 333 220 m E y 7 985 129 m N, punto de inicio de la presente descripción. Todo ello, igualmente, con respeto al límite marítimo con Chile definido por el fallo de la Corte Internacional de Justicia del 27 de enero de 2014 y a las coordenadas determinadas en virtud de los trabajos realizados por técnicos de ambos países que constan en el Acta firmada en Lima, el 25 de marzo de 2014.

Con respecto al límite con Chile, establecido por la mencionada ley, este último país presentó un nota de protesta, estimando que tal ley le resulta inoponible, esto es, que no tiene valor jurídico para afectar el límite internacional entre Chile y Perú.